# Pablo Hirndorf

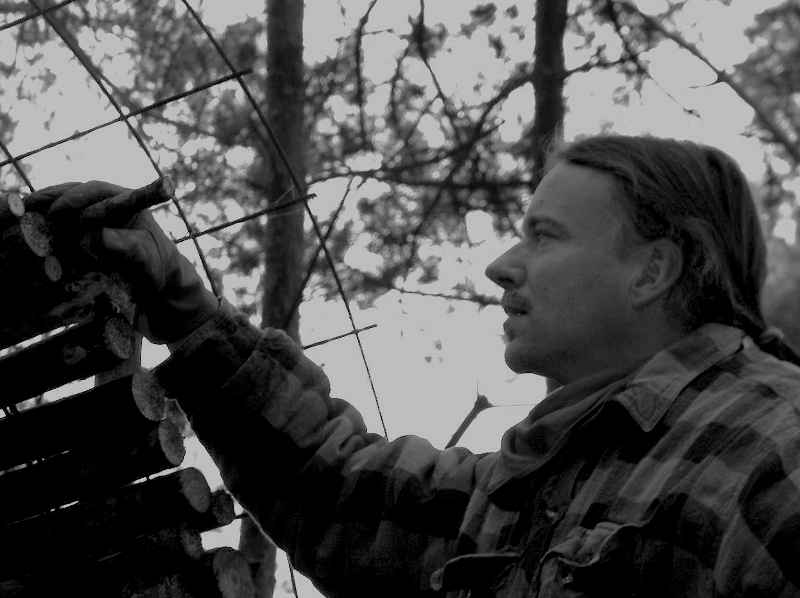
Pablo Hirndorf

Pablo Hirndorf (* 1963 in Altenbücken, Landkreis Nienburg/Weser als Holger Hirndorf) ist ein deutscher Maler, Bildhauer und Installationskünstler. Der Name Pablo ist der Künstlername, den ihm seine Freunde in seiner Jugend wegen seiner Besessenheit für das Malen von Bildern in altmeisterlicher Qualität gaben.

## Leben
Die Familie von Pablo Hirndorf stammt aus Schlesien und siedelte sich nach dem Ende des Zweiten Weltkrieges 1946 im Ortsteil Altenbücken in der Gemeinde Bücken in Niedersachsen an. Sein Vater übte das Malerhandwerk aus.
Pablo Hirndorf spielte und arbeitete seit frühester Kindheit künstlerisch mit dem, was bedingt durch den Beruf seines Vaters zu Hause vorrätig war: Materialien in Form von Farbresten, alten Tapetenbüchern oder Kittklumpen zum Modellieren.
1984 bis 1986 studierte Pablo Hirndorf Kunstpädagogik an der Universität Hannover, 1986 bis 1992 Freie Kunst an der Fachhochschule Hannover bei Peter Krahe, Helmut Rogge und Verena Vernunft. 1991 erwarb er den Diplomabschluss und wurde im gleichen Jahr Mitglied im Bund Bildender Künstler Niedersachsen. 1992 schloss Hirndorf den Studiengang Freie Kunst an der FH Hannover als Meisterschüler ab.
1993 erhielt er ein Atelierförderstipendium des Landes Niedersachsen. Im gleichen Jahr gründete Pablo Hirndorf ein Atelier in Warpe im Landkreis Nienburg/Weser in Niedersachsen. Hirndorf entschloss sich, mit seiner Familie bewusst mitten in der Natur zu leben.

## Werk
Pablo Hirndorfs Arbeitsmaterial besteht oft aus Dingen, die im Alltäglichen übersehen werden: Alte Bleche, wertloses Kiefernholz, Bodendielen aus Abrisshäusern, Stroh, Stoppeln kurz vor dem Ackerumbruch, rohe Tierhäute. Die Bearbeitung erfolgt dabei unter malerischem Schwerpunkt. Er folgt bei der Wahl seiner Materialien seinem Credo:

„Ich suche nicht danach – Es findet mich.“

Ende der 1990er Jahre schuf Hirndorf im Rahmen seiner Arbeitsreihe Coming down aus Altkupferplatten der Turmdacherneuerung der Stiftskirche St. Materniani et St. Nicolai in Bücken – unter Beibehalt der Patina der Altbleche und in Kombination mit Photofragmenten und Übermalungen – den Kreuzweg 2000, 14 Tafeln mit Stationen des Leidensweges Christi.
Sein künstlerisches Wirken entwickelt sich seitdem zunehmend „raumgreifend“ und wird formal und thematisch durch das Attribut „Rund“ bestimmt. Die Techniken für diese neuen Ausdrucksformen entwickelt Hirndorf selbst: Seit 2003 entsteht das Open Air Projekt Feldarbeiten, bei dem Hirndorf große Strohrundballen als Druckstock für großformatige malerische Grafiken einsetzt, die zu Rauminstallationen weiterverarbeitet werden.
Seit 2005 arbeitet er im Projekt WaldRaumKörper an Skulpturen bis zu einer Höhe von über 4 Metern, die aus einer Vielzahl geschichteter Rundhölzer verschiedener Durchmesser bestehen. 2007–2009 entstanden Installationen aus Bambus, Fiber, Draht, Folien und Lehm, 2010 Objekte aus naturgegerbten Rohhäuten von Damwild.
2009 beauftragte die St. Gangolf-Kirchengemeinde in Wietzen Pablo Hirndorf mit der Gestaltung von zwei großformatigen Glasfenstern für die Nord- und Südseite des Querschiffes der Wietzener Kirche, deren Entwurf er thematisch an seine Feldarbeiten anlehnte.
2012 arbeitete Pablo Hirndorf zusammen mit dem Lyriker Bert Strebe an dem Projekt Das Haus der Sonne. Die Idee war, Strebes Texte mit seinen eigenen künstlerischen Ausdrucksformen zu kombinieren und daraus etwas Neues entstehen zu lassen.
Hirndorf entwarf, inspiriert durch Strebes Gedichte, ein Haus als begehbare Skulptur, ein Raum für Bilder und Wörter.

## Wirkungskreis
Pablo Hirndorf nimmt an überregionalen Ausstellungen und temporären Kunstaktionen teil und beteiligt sich an
jurierten Wettbewerben. Er erhält Aufträge aus dem privaten, öffentlichen und insbesondere kirchlichen Raum.

## Besondere Auftragsprojekte (Auswahl)
- Stiftskirche Bücken: Kreuzweg 2000. Arbeiten auf Altkupferblechen von der Turmrenovierung, 14 Tafeln in den Seitenschiffen.
- Kirchplatz Bücken: Brunnenskulptur Statio mit Bezug zum Kreuzweg 2000.
- Kirche St. Gangolf, Wietzen: Glasfenster Wasser als Quelle der Kraft und Licht der Welt.
- Diepholz: Holzskulptur A perfect circle. Skulpturenpfad an der B51.
- Syke, Friedeholz: Holzskulptur aRound. Skulpturenpfad Wald-Weg-Zeichen.
- Liebfrauenkirche Moringen: Altarobjekt Siehe, ich mache alles neu.
- Kleinert Homes, Melbourne: LichtRaumKörper.
- Smith & Sons, Kalifornien: Blick auf die Martinskirche.
- Kreishaus Nienburg/Weser, Sitzungssaal: Diptychon.
- Kirche St. Martin, Holtorf: Altargestaltung.
- Großburgwedel: Schichtholzskulptur Am Leben Hin, Monument für Sue Ryder.[14]
- Kräher Höhe, Nienburg: Gipfelblick, Skulptur für den höchsten Punkt Nienburgs.[15]
- Sulingen, Hospiz & Palliativzentrum: Skulptur Lebensbaum[16]
- Hoya, Kreiselskulptur: Circles Crossing[17]
- Felsberg, Skulptur: Die Schlüsselfrau zu Felsberg
- Neugestaltung der Friedhofskapelle Bücken[18]
- Stolzenau, Wasserskulptur: Wave[19]
- Estorf, Skulptur: Bergfest[20]

## Auszeichnungen und Stipendien
- 1993: Atelierförderstipendium des Landes Niedersachsen.
- 2007: Kulturpreis des Landkreises Nienburg (Neuhoff-Fricke-Stiftung).
- 2007: 1. Preis im Kultur- und Skulpturenwettbewerb „Die Sicht“ für die Holzskulptur A perfect circle, Förderverein Agenda 21, Diepholz.
- 2008: Arbeitsstipendium Aktionskunst auf der Neuenburger Kunstwoche.

## Einzelausstellungen (Auswahl)
- 1999: Lebendiges Holz. Galerie Kramski, Burgdorf.
- 2000: Kreuzweg 2000, 14 Arbeiten auf Altkupferblechen von der Turmrenovierung der Bücker Doms. Dauerausstellung in den Seitenschiffen der Stiftskirche St. Materniani et St. Nicolai in Bücken.
- 2000: Expo-Projekt Wasserspuren. St. Blasiuskirche, Hann. Münden.
- 2003: Feldspuren. Gotische Halle im Schloss, Kunstverein Celle. 26. Oktober – 30. November.
- 2005: Land-Menschen-Land. Theater auf dem Hornwerk, Nienburg/Weser.
- 2010: aRound – Objekte und Installationen von Pablo Hirndorf. Syker Vorwerk – Zentrum für zeitgenössische Kunst
- 2013: HautSpuren. Museum Nienburg.
- 2015: Menschenbilder. Klosterstiftung Frenswegen.
- 2016: Inside the fields. Installation und Ausstellung in der Kreuzkirche (Nordhorn).
- 2017: Strohdruckinstallation. Galerie j3fm, Hannover.
- 2019: Feldstücke. DELSUL, Sulingen.
- 2023: Passion. Kunstverein Fischerhude.
- 2023: Zwischen-Blick. Syker Vorwerk – Zentrum für zeitgenössische Kunst.[21]
- 2023: Verbunden. Installation im Mausoleum Eystrup.[22]
- 2025: Verbunden. Installation am Kloster Loccum (RPI)[23]

## Gruppenausstellungen (Auswahl)
- 2006: Gartenlust und Leidenschaft. Landeskunstausstellung Niedersachsen, Park der Gärten, Bad Zwischenahn.
- 2007: Figurale. Großer Garten Herrenhausen (Gruppe7), Hannover.
- 2008: 7. Große Kunstausstellung Halle (Saale) in der Kunsthalle Villa Kobe. 4. September. – 12. Oktober 2008, Halle (Saale).
- 2010: Landschaft im Umbruch – Räume im Wandel. Landeskunstausstellung Niedersachsen, Aurich.
- 2013: Ich bin`s. Palais Rastede.
- 2014: Farbräume. Galerie Dötlingen.
- 2017: Heimat.de. Kunstverein Isernhagen.
- 2019: Licht-Netze. Martinskirche Nienburg.[24]
- 2023: Metamoorphosen, Schloss Landestrost, Neustadt.
- 2024: Jahresgaben, Schloss Landestrost, Neustadt.